# Metriopelia ceciliae
La paloma cascabelita, palomita cascabelita, palomita moteada, tortolita moteada o tortolita boliviana (Metriopelia ceciliae), es una especie de ave columbiforme de la familia Columbidae, que se distribuye por Argentina, Bolivia, Chile, y Perú.

## Descripción
Entre las tres tortolitas de Lima esta se reconoce fácilmente por su color marrón tierra con las puntas de las alas blancas lo que hace un efecto estrellado. Tiene un anillo de piel descubierta alrededor de los ojos de color naranja intenso. Al batir sus alas hace un como un cascabel y de ahí su nombre.

## Historia natural
Habita en zonas abiertas y rocosas desde la sierra baja a la sierra alta (900 a 4000 m s. n. m.) de los Andes. Se le suele ver en grupos.